# اختلاس (فیلم ۱۹۶۶)
اختلاس (به هندی: Gaban) فیلمی محصول سال ۱۹۶۶ و به کارگردانی هریشیکش موکرجی است. در این فیلم بازیگرانی همچون سونیل دات، سادهانا شیوداسانی، لیلا میشرا، آقا ایفای نقش کرده‌اند.